# Abak (Nigeria)
Abak ist eine Stadt und eine LGA im Bundesstaat Akwa Ibom, Nigeria. Beim Zensus 2016 wurden für die LGA 195.400 Einwohner ermittelt. Zur Bevölkerung zählen vor allem die Annang.

## Geschichte
Nachdem die britischen Streitkräfte im Jahr 1902 in das Tal zwischen den Ediene- und Abak-Clans eingedrungen waren, konnten die Kolonialsoldaten auch in das Hinterland einrücken und Abak wurde Regierungssitz der Region. Die Region Abak wurde in das Protektorat Süd-Nigeria eingegliedert. Der Regierungssitz wuchs bis 1957 und 1958, als er den Status eines Divisionsratssitzes erhielt. Zum Zeitpunkt der Gründung umfasste das Gebiet das heutige Ukanafun, Oruk Anam, Etim Ekpo, Ika und das heutige Abak. Alle hier genannten Orte wurden zu vollwertigen lokalen Regierungsbezirken ausgebaut.
Nach dem Ende des Bürgerkriegs (1967–1970) entstand die South Eastern State Government, Abak wurde einer der Verwaltungssitze für die Entwicklung. Seit der Kommunalreform von 1976 ist Abak eine vollwertige Local Government Area (LGA), von denen es aktuell 774 gibt. Diese Verwaltungseinheit ist den 36 Bundesstaaten nachgeordnet.

## Bevölkerung
In der LGA lebten im Jahr 2016 etwa 195.400 Menschen und die daraus resultierende Bevölkerungsdichte beträgt daher 1170,1 Einwohner pro Quadratkilometer.
Abak ist, wie beinahe alle umliegenden Provinzen, sehr jung. Die Anteil der Menschen, die 0–14 Jahre alt sind, liegt bei fast 38 %.
| Bevölkerungsentwicklung |           |
| Censusjahr              | Einwohner |
| 1991                    | 108.833   |
| 2006                    | 139.069   |
| 2016                    | 195.400   |